# Martyros (biskup)
Martyros (ur. 14 stycznia 1964) – duchowny Koptyjskiego Kościoła Ortodoksyjnego, od 2004 biskup sufraganii Wschodniego Kairu.

## Życiorys
27 października 1990 złożył śluby zakonne w monasterze Syryjczyków. Sakrę biskupią otrzymał 3 czerwca 2001.